# Jesuit Block Estancias af Córdoba
Jesuit Block og Estancias Córdoba (spansk: 'Manzana Jesuitica y Estancias de Córdoba') er bebyggelser etableret af missionærer fra Jesuiterordenen i Córdoba provinsen i Argentina. Bebyggelserne blev i 2000 optaget på UNESCOs Verdensarvsliste.
 Manzana Jesuitica huser bl.a. National University of Córdoba, som er Argentinas ældste og Sydamerikas fjerde ældste universitet, en kirke og adskillige bygninger til bebeboelse. For kunne opretholde et sådant projekt, etablerede Jesuitterne seks Estancias (boliger) rundt omkring i Córdoba-provinsen. I dag findes stadig fem af disse, som indgår i verdensarven. Det drejer sig om: Estancia de Alta Gracia, Estancia de Jesús María, Estancia de Santa Catalina, Estancia de Caroya og Estancia de La Candelaría.
Gårdene og komplekset blev etableret i 1615 af jesuitter, der i 1767 blev udvist fra kontinentet af kong Karl 3. af Spanien. Området blev derefter drevet af Franciskanerordenen indtil 1853 hvor jesuitterne atter kunne vende tilbage til Sydamerika. Universitet blev dog nationaliseret et år senere. Hver Estancia har sin egen kirke og sæt af bygninger, omkring hvilke nye opstod.

## Eksterne links
- UNESCO World Heritage Centre - Jesuit Block and Estancias of Córdoba (en)

31°39′22″S 64°26′07″V / 31.6561°S 64.4353°V